# DJ POCKY
DJ POCKY（ディージェイ ポッキー、本名・坂元 誠一:さかもと せいいち）は、宮崎県を拠点に活躍する日本のフリーアナウンサー・ディスクジョッキー。
宮崎県のほかにも鹿児島県、福岡県、長崎県、佐賀県、東京都、ハワイでラジオ、テレビをメインにCMナレーター、講演会など幅広く活躍中。

## プロフィール
宮崎県日南市飫肥に生まれる。飫肥小、飫肥中学校、宮崎県立日南高等学校卒業後、アメリカ・ノースカロライナ州メソジスト大学に留学。アメリカ在住時に聴いたラジオ番組をきっかけにDJを志すようになる。1985年帰国、英語塾講師を経てエフエム宮崎のDJとして『サザンウインド』でデビュー。看板大人気番組『トワイライトステーション』のメインパーソナリティを10年以上務め、『ポッキーのスーパーレディオクラブ』など数々の名番組を生み出した。
1990年にアナウンサーとしてエフエム宮崎に入社し、幅広く活動するが、1997年に退社し、個人事務所有限会社ジャム・クリエーションを設立。その後、テレビラジオフリーパーソナリティとして活動開始。
そして、活動の幅を宮崎から鹿児島へ広げ、1999年にエフエム鹿児島で『ポップスチャートカウントダウン』を、2001年に帯番組の『feel the μzic DA!!』、2011年からラジオの他にも『言葉が人生を変える』などの講演会活動も精力的に行う。また、テレビでもKTS鹿児島テレビの『クリスマスナビゲーション』は毎年レギュラーナビゲーターを。
2013年4月には福岡に進出。cross fmで新番組霧島酒造presents『POCKYのK’s WAVE』がスタート。2014年4月にはcross fmの新番組『SWITCH!!』ナビゲーターで更に福岡での活動の場を広げ、スターフライヤー機内番組『cross fm SKYWAVE STATION』のナビゲーター、同年10月にはTOKYO FMで『霧島リラックスタイム 焼酎ダイニング J-Fairy YASU』のナビゲーターを務める。2017年には、福岡　LOVE　FMで、新番組[Midnight Soundscape]   スタート。また、同年６月３０日ニッポン放送のオールナイトニッポンゴールドに出演し、現在は九州（宮崎・鹿児島・福岡）を拠点に東京（全国）でも活躍中のラジオDJであり、ハワイのKZOO RADIOとも番組展開中。また、「言葉が人生を変える」を演題に各学校、会社の講演会講師として、100箇所以上講演中。
また、「日南特命大使」「みやこんじょ大使」「与論島観光大使」でもある。
2018年4月 KTS鹿児島テレビ 「かごニューマルシェ」 がスタート。（金曜日15時55分〜16時50分 OA）
2019年7月 cross fmで新番組 「DJ POCKY's Dream Night」がスタート。（毎週月曜〜金曜 23:00-23:10 / 毎週日曜 23:00-23:14 OA）
2020年8月 ラジオDJ 35周年。
2020年9月　cross fmにて新番組　MUSIC JAM がスタート。（毎週日曜 16:00-17:00 OA）
2020年10月　FM宮崎にてMUSIC JAMがスタート。（毎週土曜 19:00-19:55 OA）
2020年10月　NBC長崎放送にてMUSIC JAMがスタート。（毎週土曜　19:00-19:30 OA）
2021年１月　YouTubeチャンネルスタート　DJ POCKY TALK JAM
2021年8月　FM宮崎にて ポッキーのDX RADIO CLUB がスタート。（ 毎週土曜 18時00分〜18時55分 / 生放送 ）
2021年10月　LOVE FMにて「SOUND CRUISE」がスタート。（ 毎週土曜 19時00分〜20時00分 / OA ）
2021年10月　NBC長崎放送にて「SOUND CRUISE」 がスタート。（ 毎週土曜 19時00分〜19時30分 / OA ）
2023年4月    FM 鹿児島にてMeeet up がスタート。 (毎週月・火・水曜 15時00分〜15時55分 / 生放送)
2024年4月　FM鹿児島　ポキラジ
2025年3月　FM宮崎　ポッキーのうまいはなし

## これまでの主な番組
| 1984 | アメリカのメソジスト大学卒業後帰国 |
| 1985 | DJとして番組スタート「サザンウインド」 |
| 1988 | 「トワイライトステーション」 「MusicRainbow」 「BeatBox」（共にFM宮崎） 「ドキッとステーション」（UMKテレビ宮崎）                                                                                         |
| 1990 | 「ポッキーのスーパーレディオクラブ」（FM宮崎） |
| 1997 | 株式会社エフエム宮崎 退社 有限会社 ジャム・クリエーション設立 「Music Jammin’」（宮崎ケーブル） |
| 1998 | 「MJ」（MRT宮崎放送） 「Music Box」（BTVケーブルテレビ） |
| 1999 | 「ポップスチャートカウントダウン」（FM鹿児島） 「Music Jam」（宮崎ケーブル） 「POCKYのTALK JAM」（有線ブロードネットワークス）                                                                            |
| 2000 | 「とれとれ倶楽部」（UMKテレビ宮崎） 「ポッキーの海外留学セミナー」（FM宮崎） 「スーパーフライデー・ポッキーのウィークエンドジャム」（FM宮崎） 「BPバトル」（MRT宮崎放送）                                 |
| 2001 | 「HONDA ミュージックロード」（FM鹿児島） 「feel the μzic DA!!」（FM鹿児島） 「DJ POCKYのトワイライト ミュージックカフェ」（FM鹿児島）                                                                     |
| 2002 | 「ファミラジ」（FM鹿児島・FM宮崎） |
| 2004 | イノデン熱烈歓迎電波商店 TSUYOSHI NAGABUCHI ROAD TO桜島（FM鹿児島・FM宮崎） |
| 2008 | 「Super Friday DJ POCKY’s Radio Show! WEEKEND JAM」 「PockyのSuper Radio Club」 「ファミラジ」（FM鹿児島・FM宮崎） 「HONDA MUSIC ROAD」 「μFM pops Top20」（FM鹿児島） 「Music Box」（BTVケーブルテレビ） |
| 2009 | 「You gotta station μ’s wave」（FM鹿児島） |
| 2010 | 「MCN M3」（宮崎ケーブルテレビ） |
| 2012 | 「TEGEマハロ」毎週金曜日生放送出演（ハワイのKZOO Radio） |
| 2013 | 霧島酒造presents「POCKYのK's WAVE」（cross fm） 「μ’s UP！」（FM鹿児島） |
| 2014 | 4月〜「SWITCH!!」（cross fm） 「cross fm SKYWAVE STATION」ナビゲーター（スターフライヤー機内番組／cross fm） 10月〜「霧島リラックスタイム 焼酎ダイニング J-Fairy YASU」                                   |
| 2016 | ハワイホノルルフェスティバル司会 |
| 2017 | ハワイ KZOO RADIO出演 |
| 2017 | 4月〜「Midnight Soundscape」(LOVE FM) ６月30日〜「オールナイトニッポンゴールド」（ニッポン放送） |
| 2018 | 4月〜「かごニューマルシェ」（KTS鹿児島テレビ ） |
| 2019 | 7月〜「DJ POCKY's Dream Night」（cross fm） |
| 2020 | 9月〜「MUSIC JAM」（cross fm） |
| 2020 | 10月〜「MUSIC JAM」（NBC長崎放送） |
| 2021 | 1月〜「DJ POCKY TALK JAM」（YouTube） |
| 2021 | 8月〜「ポッキーのDX RADIO CLUB」（FM宮崎） |
| 2021 | 10月〜「SOUND CRUISE」（LOVE FM） |
| 2021 | 10月〜「SOUND CRUISE」（NBC） |
| 2023 | 4月〜 「Meet up」(FM鹿児島) |
| 2024 | 4月〜「ポキラジ」(FM鹿児島) |
| 2025 | 3月〜「ポッキーのうまいはなし」（FM宮崎） |

## 現在放送番組
・YOUTUBE チャンネル
DJ POCKY TALK JAM  毎週更新

・ラジオ
FM鹿児島 「ポキラジ」(毎週月曜 18時30分〜18時55分 / OA)
FM宮崎  「WEEKEND JAM」(毎週金曜 17時00分〜19時00分 / 生放送)
FM宮崎    「ポッキーのDX RADIO CLUB」(毎週土曜 18時00分〜18時55分 / 生放送)
FM宮崎　「ポッキーのうまいはなし」（毎週土曜12時25分〜12時50分/ OA）
LOVE FM   「SOUND CRUISE」 (毎週土曜 22時30分〜23時00分 / OA)

・テレビ
KTS鹿児島テレビ   「かごニューマルシェ」(毎週金曜 15時55分〜16時50分 / OA)
・ CM
ブックオフ(宮崎ローカル版)